# Liste der Kulturdenkmäler in Hamburg-Hohenfelde
Die Liste der Kulturdenkmäler in Hamburg-Hohenfelde enthält die in der Denkmalliste ausgewiesenen Denkmäler auf dem Gebiet des Stadtteils Hohenfelde der Freien und Hansestadt Hamburg.
Basis ist der Datensatz Denkmalliste Hamburg auf dem Transparenzportal Hamburg. Dieser enthält alle Objekte, die rechtskräftig nach dem Hamburger Denkmalschutzgesetz vom 5. April 2013 unter Denkmalschutz stehen (§ 6 Abs. 1 DSchG HA) oder zumindest zeitweise standen. Die Denkmalliste steht auch als PDF-Dokument zur Verfügung. Alle Denkmäler in Hohenfelde, die schon nach dem Denkmalschutzgesetz vom 3. Dezember 1973, zuletzt geändert am 27. November 2007, unter Denkmalschutz standen, sind auch auf der Liste der Kulturdenkmäler im Hamburger Bezirk Hamburg-Nord zu finden.

## Legende
- ID: Gibt die vom Denkmalschutzamt Hamburg vergebene Objekt-ID (Identifikationsnummer) des Kulturdenkmals an, (in Klammern gegebenenfalls die Denkmalnummer nach altem Denkmalschutzgesetz).
- Adresse: Nennt den Straßennamen und, wenn vorhanden, die Hausnummer des Kulturdenkmals. Die Grundsortierung der Liste erfolgt nach dieser Adresse.
- Art: Zeigt an, ob es ein Objekt („O“) oder ein Ensemble („E“) ist.
- Datierung: Gibt die Datierung an; das Jahr der Fertigstellung bzw. den Zeitraum der Errichtung.
- Ensemble: Gibt die Nummer des Ensembles an, zu der das Objekt gehört, bzw. bei Ensembles die Nummer des Ensembles selbst.

Hinweis: Die Grundsortierung der Liste erfolgt nach der Adresse und ist alternativ nach ID, Art (Objekt oder Ensemble), Typ, Datierung, Entwurf oder Kurzbeschreibung sortierbar.

| ID           | Adresse                                                                   | Art | Typ                                              | Kurzbeschreibung                                       | Datierung    | Entwurf                                                                         | Ensemble | Bild           |
| ------------ | ------------------------------------------------------------------------- | --- | ------------------------------------------------ | ------------------------------------------------------ | ------------ | ------------------------------------------------------------------------------- | -------- | -------------- |
| 30893        | Ackermannstraße 17, 21, 23, 25 (Lage)                                     | E   |                                                  | Ackermannstraße 17, 21-25                              |              |                                                                                 | 30893    |                |
| 22293        | Ackermannstraße 17 (Lage)                                                 | O   | Etagenhaus                                       |                                                        | 1890         | Strüsing, J. J. M.                                                              | 30893    |                |
| 22292        | Ackermannstraße 21 (Lage)                                                 | O   | Etagenhaus                                       |                                                        | 1881/82      | Voigt, J. J. M.                                                                 | 30893    |                |
| 22291        | Ackermannstraße 23 (Lage)                                                 | O   | Etagenhaus                                       |                                                        | 1903/04      | Martens, Walter                                                                 | 30893    |                |
| 22290        | Ackermannstraße 25 (Lage)                                                 | O   | Etagenhaus                                       |                                                        | 1903/04      | Martens, Walter                                                                 | 30893    |                |
| 30894        | Ackermannstraße 37, Barcastraße 14, 16, 18 (Lage)                         | E   |                                                  | Ackermannstraße / Barcastraße                          |              |                                                                                 | 30894    |                |
| 22294        | Ackermannstraße 37 (Lage)                                                 | O   | Wohn- und Geschäftshaus                          |                                                        | 1955, um     | Nicolai, Heinrich; Kraft, Friedrich                                             | 30894    |                |
| 29269        | Alfredstraße 3, Angerstraße 11 (Lage)                                     | O   | Schulgebäude                                     | Gewerbeschule Stahl- und Metallbau                     | 1970–1974    | Schneider-Esleben, Paul/Marlow & Partner (Marlow, Jürgen/Heitmann, Kurt)        |          | weitere Bilder |
| 30892        | Alfredstraße 4, 6, Angerstraße 7 (Lage)                                   | E   |                                                  | Gewerbeschule Maschinenbau Alfredstraße / Angerstraße  |              |                                                                                 | 30892    | weitere Bilder |
| 22298        | Alfredstraße 4 (Lage)                                                     | O   | Schulkomplex                                     | Gewerbeschule Maschinenbau                             | 1959/61      | Kreitz, Lothar                                                                  | 30892    | weitere Bilder |
| 22283        | Alfredstraße 6 (Lage)                                                     | O   | Schulkomplex                                     | Gewerbeschule Maschinenbau                             | 1959/61      | Kreitz, Lothar                                                                  | 30892    | weitere Bilder |
| 30891        | Alfredstraße 9, Angerstraße 10 (Lage)                                     | E   |                                                  | Marienkrankenhaus (Ostteil) Alfredstraße / Angerstraße |              |                                                                                 | 30891    | weitere Bilder |
| 22300        | Alfredstraße 9 (Lage)                                                     | O   | Krankenhausgebäude                               | Marienkrankenhaus, Ostteil                             | 1880         | Haller, Martin/Lamprecht, Leopold; Puls & Richter (Puls, Alfredo/Richter, Emil) | 30891    | weitere Bilder |
| 22287 (1235) | Angerstraße 3 (Lage)                                                      | O   | Polizeiwache                                     |                                                        | 1913/14      | Schumacher, Fritz                                                               |          | weitere Bilder |
| 22285 (1756) | Angerstraße 4 (Lage)                                                      | O   | Schulgebäude                                     | Berufsschule Angerstraße, ehem.                        | 1926/27      | Schumacher, Fritz (mit Lenthe und Härtling)                                     |          | weitere Bilder |
| 22299        | Angerstraße 7 (Lage)                                                      | O   | Schulkomplex                                     | Gewerbeschule Maschinenbau                             | 1959/61      | Kreitz, Lothar                                                                  | 30892    | weitere Bilder |
| 22280        | Angerstraße 10 (Lage)                                                     | O   | Krankenhausanlage                                | Marienkrankenhaus, Ostteil                             | 1880         | Haller, Martin/Lamprecht, Leopold; Puls & Richter (Puls, Alfredo/Richter, Emil) | 30891    | weitere Bilder |
| 29615        | Armgartstraße 20 (Lage)                                                   | O   | Etagenhaus                                       | Etagenhaus mit straßenseitigem Eisenzaun               | 1901         | Lüttensen, E./Brakkan, Chr.                                                     |          |                |
| 30785        | Barcastraße 13, o.Nr., Hohenfelder Brücke o.Nr., Schwanenwik o.Nr. (Lage) | E   |                                                  | Hohenfelder Bucht / Barcastraße 13                     |              |                                                                                 | 30785    | weitere Bilder |
| 21237        | Barcastraße 13 (Lage)                                                     | O   | Bootshaus                                        |                                                        | 1955, um     |                                                                                 | 30785    | weitere Bilder |
| 22297        | Barcastraße 14 (Lage)                                                     | O   | Wohn- und Geschäftshaus                          |                                                        | 1955, um     | Nicolai, Heinrich; Kraft, Friedrich                                             | 30894    |                |
| 22296        | Barcastraße 16 (Lage)                                                     | O   | Wohn- und Geschäftshaus                          |                                                        | 1955, um     | Nicolai, Heinrich; Kraft, Friedrich                                             | 30894    |                |
| 22295        | Barcastraße 18 (Lage)                                                     | O   | Wohn- und Geschäftshaus                          |                                                        | 1955, um     | Nicolai, Heinrich; Kraft, Friedrich                                             | 30894    |                |
| 21238        | Barcastraße o.Nr. (Lage)                                                  | O   | Wasserfläche; Ufereinfassung; Vereins-/Bootshaus | Hohenfelder Bucht                                      | 1950er Jahre |                                                                                 | 30785    | weitere Bilder |
| 21236        | Eilenau o.Nr. (Lage)                                                      | O   | Bahnbrücke (U-Bahn)                              | Brücke der U-Bahn-Linie U3 über Eilenau                | 1912, um     |                                                                                 | 30775    |                |
| 23305        | Eilenau o.Nr. (Lage)                                                      | O   | Bahnbrücke (U-Bahn)                              | Brücke der U-Bahn-Linie U3 über den Kuhmühlenteich     | 1911/12      | Raabe & Wöhlecke (Raabe, Ludwig/Wöhlecke, Otto)                                 | 30775    | weitere Bilder |
| 30786        | Graumannsweg 3, 5, 7, 9 (Lage)                                            | E   |                                                  | Graumannsweg 3-9                                       |              |                                                                                 | 30786    |                |
| 21048        | Graumannsweg 3 (Lage)                                                     | O   | Wohngebäude                                      |                                                        | 1865, um     |                                                                                 | 30786    |                |
| 21049        | Graumannsweg 5, 7 (Lage)                                                  | O   | Doppelhaus                                       |                                                        | 1865, um     |                                                                                 | 30786    |                |
| 21050        | Graumannsweg 9 (Lage)                                                     | O   | Wohngebäude                                      |                                                        | 1865, um     |                                                                                 | 30786    |                |
| 31248        | Graumannsweg 23, 25 (Lage)                                                | E   |                                                  | Graumannsweg 23-25                                     |              |                                                                                 | 31248    |                |
| 28695 (1789) | Graumannsweg 23 (Lage)                                                    | O   | Reihenvilla                                      |                                                        | 1875         | nicht ermittelbar                                                               | 31248    |                |
| 28696        | Graumannsweg 25 (Lage)                                                    | O   | Reihenvilla                                      |                                                        | 1875, um     | nicht ermittelbar                                                               | 31248    |                |
| 22282 (918)  | Graumannsweg 54 (Lage)                                                    | O   | Einfamilienreihenhaus                            |                                                        | 1860, um     |                                                                                 |          |                |
| 30787        | Güntherstraße 1, Kuhmühle 2 (Lage)                                        | E   |                                                  | Güntherstraße 1 / Kuhmühle 2                           |              |                                                                                 | 30787    | weitere Bilder |
| 21052        | Güntherstraße 1 (Lage)                                                    | O   | Wohn- und Geschäftshaus (mit Apothekenvorbau)    |                                                        | 1888/89      | Rambatz & Jolasse (Rambatz, Johann Gottlieb/Jolasse, Wilhelm)                   | 30787    | weitere Bilder |
| 30788        | Güntherstraße 94, 96, 98, 98a, 98b, 100 (Lage)                            | E   |                                                  | Güntherstraße 94-100                                   |              |                                                                                 | 30788    |                |
| 21053        | Güntherstraße 94 (Lage)                                                   | O   | Etagenhaus, Wohn- und Geschäftshaus              |                                                        | 1880, um     |                                                                                 | 30788    |                |
| 22304        | Güntherstraße 96 (Lage)                                                   | O   | Etagenhaus, Wohn- und Geschäftshaus              |                                                        | 1880, um     |                                                                                 | 30788    |                |
| 21055        | Güntherstraße 98 (Lage)                                                   | O   | Etagenhaus, Wohn- und Geschäftshaus              |                                                        | 1873/75      | Garbers                                                                         | 30788    |                |
| 22302        | Güntherstraße 98a (Lage)                                                  | O   | Wohngebäude (Hinterhaus, Wohnterrasse)           |                                                        | 1899/1900    | Schomburger, H.                                                                 | 30788    |                |
| 22303        | Güntherstraße 98b (Lage)                                                  | O   | Gewerbebau (Hofbebauung)                         |                                                        | 1899/1900    | Schomburger, H.                                                                 | 30788    |                |
| 21054        | Güntherstraße 100 (Lage)                                                  | O   | Etagenhaus, Wohn- und Geschäftshaus              |                                                        | 1873/75      | Garbers                                                                         | 30788    |                |
| 21046        | Hohenfelder Brücke o.Nr. (Lage)                                           | O   | Straßenbrücke                                    | Hohenfelder Brücke                                     | 1876         |                                                                                 | 30785    |                |
| 22281        | Ifflandstraße 21 (Lage)                                                   | O   | Schwimmhalle                                     | Alsterschwimmhalle                                     | 1968/73      | Niessen, Horst/Störmer, Rolf; Leonhardt & Andrä (Ingenieure)                    |          | weitere Bilder |
| 21051        | Kuhmühle 2 (Lage)                                                         | O   | Wohn- und Geschäftshaus (mit Apothekenvorbau)    |                                                        | 1888/89      | Rambatz & Jolasse (Rambatz, Johann Gottlieb/Jolasse, Wilhelm)                   | 30787    | weitere Bilder |
| 29616        | Lessingstraße 6 (Lage)                                                    | O   | Tankstelle/Werkstatt                             | Tankstellenanlage und Einfriedung                      | 1955, um     |                                                                                 |          |                |
| 30895        | Lessingstraße 21, Uhlandstraße 58, 58a (Lage)                             | E   |                                                  | Lessingstraße / Uhlandstraße                           |              |                                                                                 | 30895    |                |
| 22306        | Lessingstraße 21 (Lage)                                                   | O   | Wohngebäude                                      |                                                        | 1885, um     |                                                                                 | 30895    |                |
| 22284        | Lübecker Straße auf der Höhe von Nr. 20 (Lage)                            | O   | Bahnhof (U-Bahn)                                 | Bahnhof Lübecker Straße                                | 1961/62      | Grundmann, Friedhelm/Sandtmann, Horst                                           |          | weitere Bilder |
| 22288        | Lübecker Straße o.Nr. (Lage)                                              | O   | Bahnhof (U-Bahn)                                 | U-Bahnhof Lübecker Straße                              | 1961/62      | Grundmann, Friedhelm/Sandtmann, Horst                                           |          | weitere Bilder |
| 22286        | Neubertstraße 29 (Lage)                                                   | O   | Einfamilienhaus                                  |                                                        | 1885, um     |                                                                                 |          |                |
| 21047        | Schwanenwik o.Nr. (Lage)                                                  | O   | Skulptur                                         | Skulptur "Männer im Boot"                              | 1955         | Scharff, Edwin                                                                  | 30785    | weitere Bilder |
| 21239        | Schwanenwik o.Nr. (Lage)                                                  | O   | Park; Plastik                                    | Schwanenwikhalbinsel                                   | 1950er Jahre |                                                                                 | 30785    | BW             |
| 22305        | Uhlandstraße 58 (Lage)                                                    | O   | Wohngebäude                                      |                                                        | 1885, um     |                                                                                 | 30895    |                |
| 22307        | Uhlandstraße 58a (Lage)                                                   | O   | Wohngebäude                                      |                                                        | 1885, um     |                                                                                 | 30895    |                |
| 21234        | Uhlandstraße auf der Höhe von Nr. 20 (Lage)                               | O   | Bahnhof (U-Bahn)                                 | Bahnhof Uhlandstraße                                   | 1912         |                                                                                 | 30810    | weitere Bilder |
| 30810        | Uhlandstraße o.Nr., auf der Höhe von Nr. 20 (Lage)                        | E   |                                                  | Bahnhof Uhlandstraße                                   |              |                                                                                 | 30810    | weitere Bilder |
| 22301        | Uhlandstraße o.Nr. (Lage)                                                 | O   | Bahnbrücke (U-Bahn)                              | Brücke der U-Bahn-Linie U3 über die Uhlandstraße       | 1912         |                                                                                 | 30775    |                |
| 21235        | Uhlandstraße o.Nr. (Lage)                                                 | O   | Bahnhof (U-Bahn)                                 | U-Bahnhof Uhlandstraße (U3)                            | 1912         |                                                                                 | 30810    | weitere Bilder |